# 弗赖辛
弗赖辛（發音：[ˈfʁaɪzɪŋ] ⓘ）是德国巴伐利亚州上巴伐利亚行政区弗赖辛县的城市，也是弗赖辛县的县治，面积88.59平方千米，2023年12月31日人口为49,939人。
弗赖辛位于慕尼黑以北，伊萨尔河畔，与慕尼黑国际机场相邻。这座城市建在两座著名的山丘之上：一为主教官邸和弗赖辛主教座堂座落的大教堂山（Domberg），一为世界上最古老的酿酒坊座落的魏恩斯特凡山（Weihenstephaner Berg）。
1946年—1972年，弗赖辛曾为非县辖城市，之后并入弗赖辛县。

## 友好城市
弗赖辛与以下城市结为友好城市：
- 法國 阿尔帕容（1991年）
- 義大利 圣坎迪多（1969年）
- 奥地利 玛丽亚沃尔特（1978年）
- 奥地利 上费拉赫（1963年）
- 斯洛維尼亞 什科菲亞洛卡（2004年）
- 奥地利 伊布斯河畔魏德霍芬（1986年）